# Alchemilla zamelisiana
Alchemilla zamelisiana é uma espécie de rosácea do gênero Alchemilla, pertencente à família Rosaceae.